# Axalunrot
Axalunrot (Heuchera cylindrica) är en stenbräckeväxtart som beskrevs av David Douglas. Enligt Catalogue of Life ingår Axalunrot i släktet alunrötter och familjen stenbräckeväxter, men enligt Dyntaxa är tillhörigheten istället släktet alunrötter och familjen stenbräckeväxter. Arten förekommer tillfälligt i Sverige, men reproducerar sig inte.

## Underarter
Arten delas in i följande underarter:
- H. c. alpina
- H. c. glabella
- H. c. orbicularis
- H. c. septentrionalis

## Bildgalleri

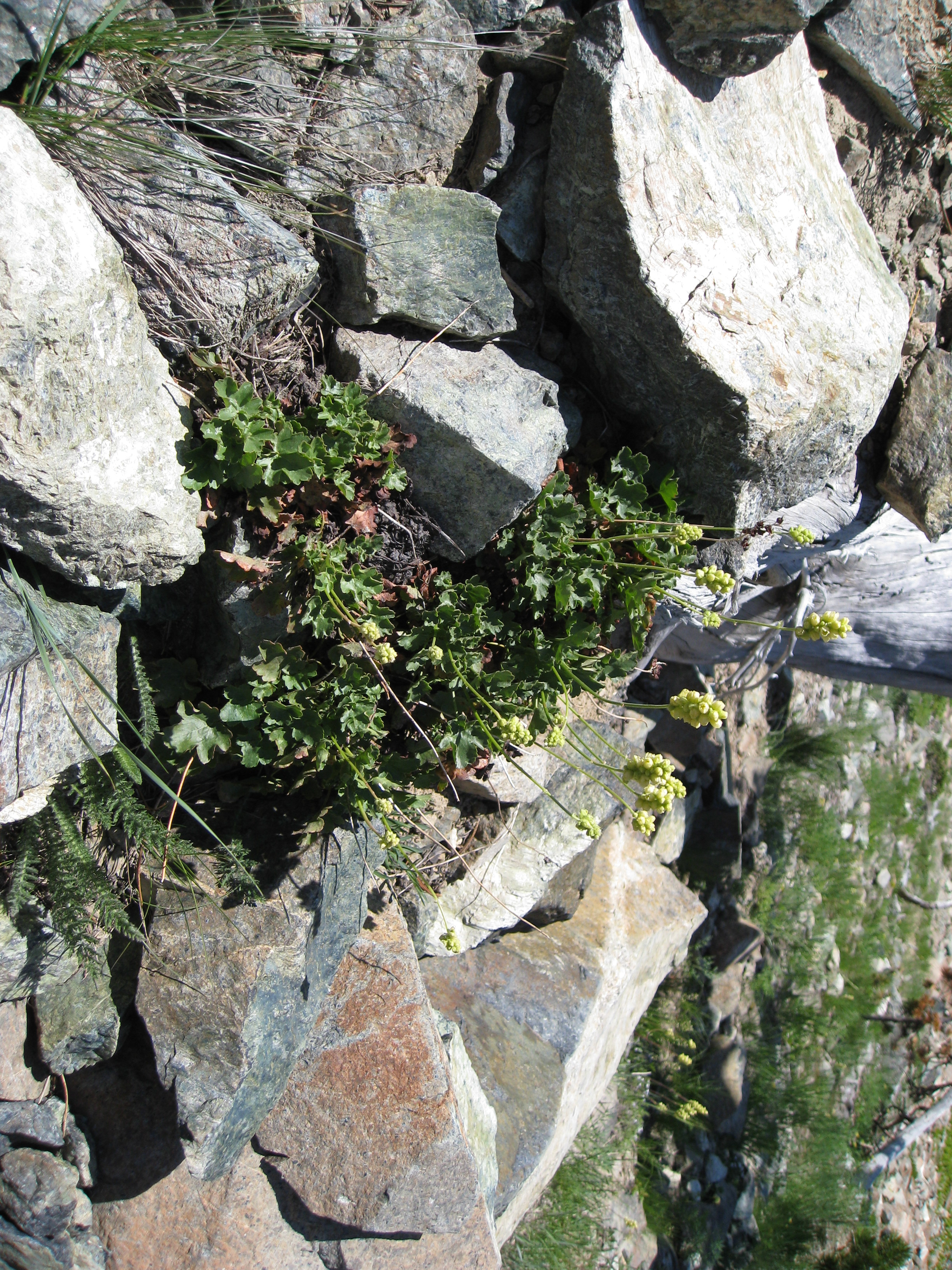
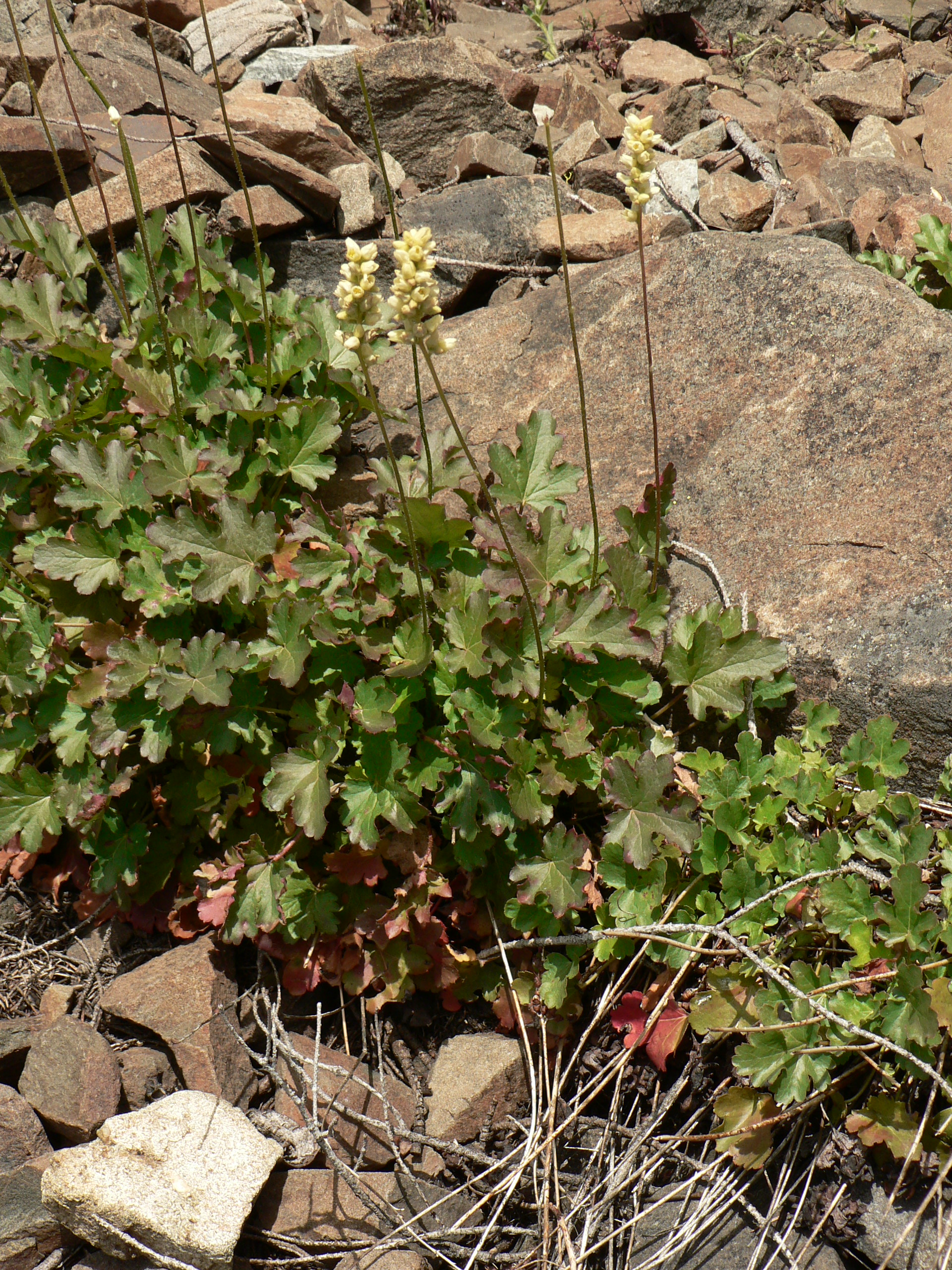
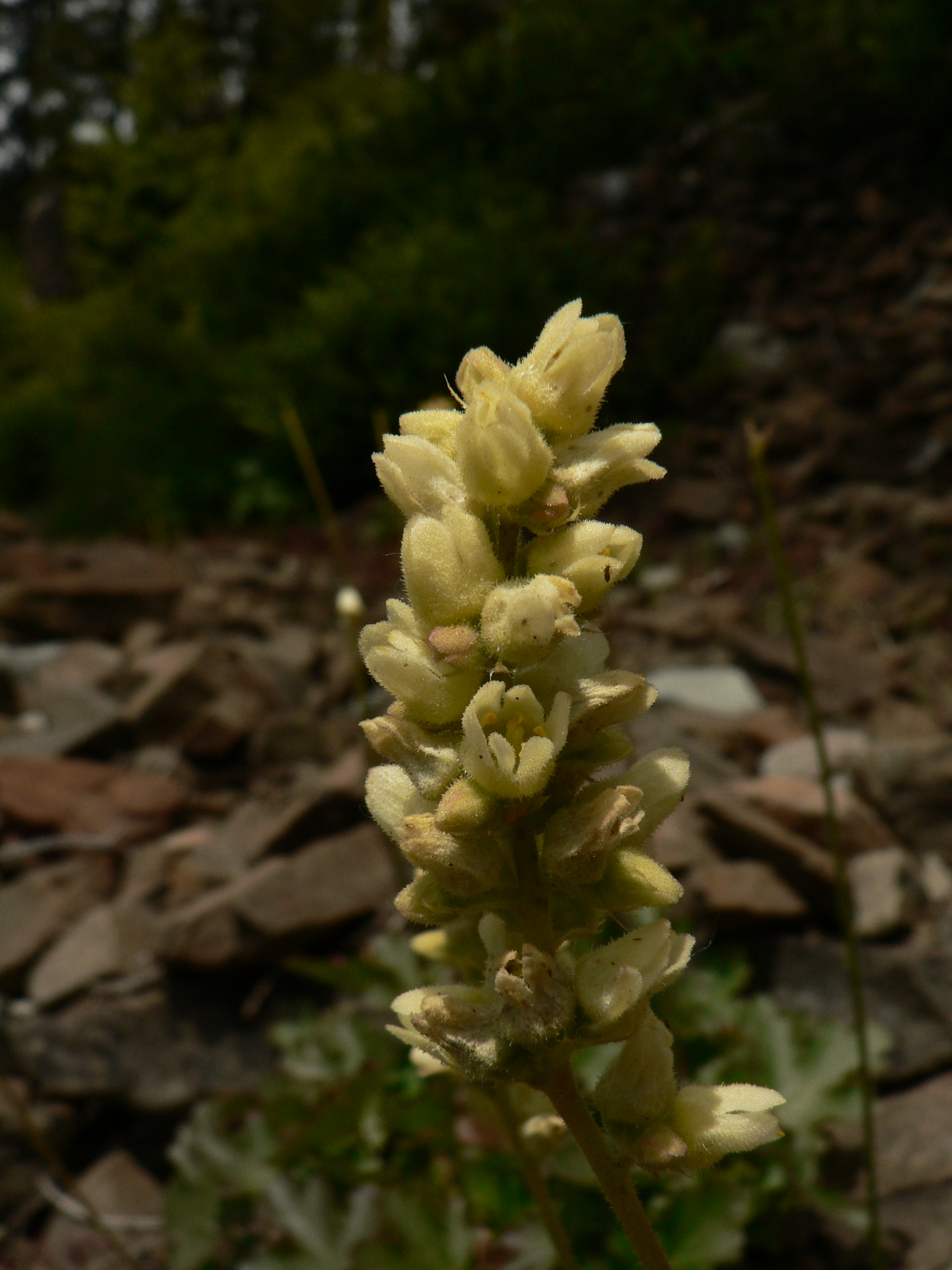
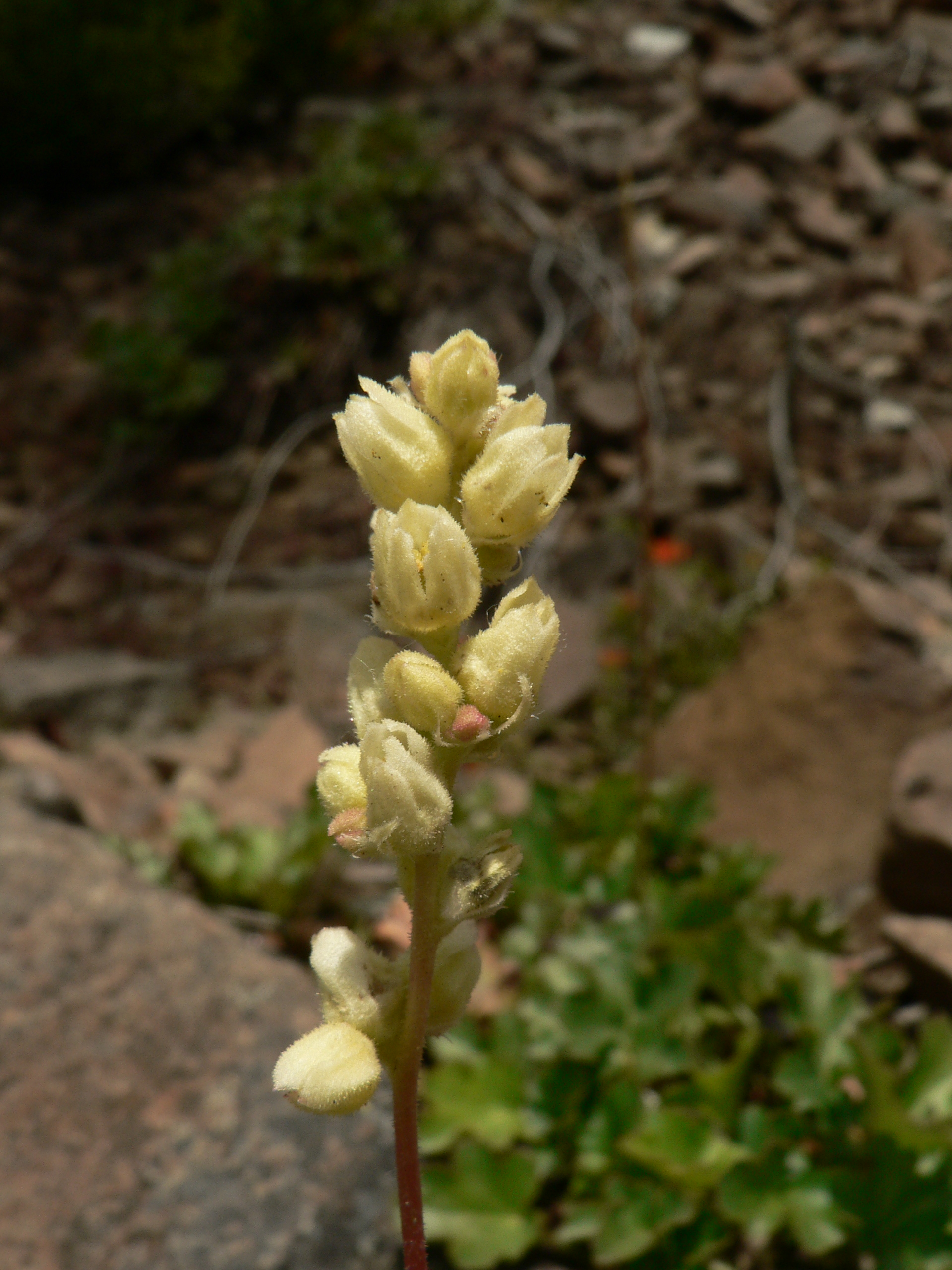
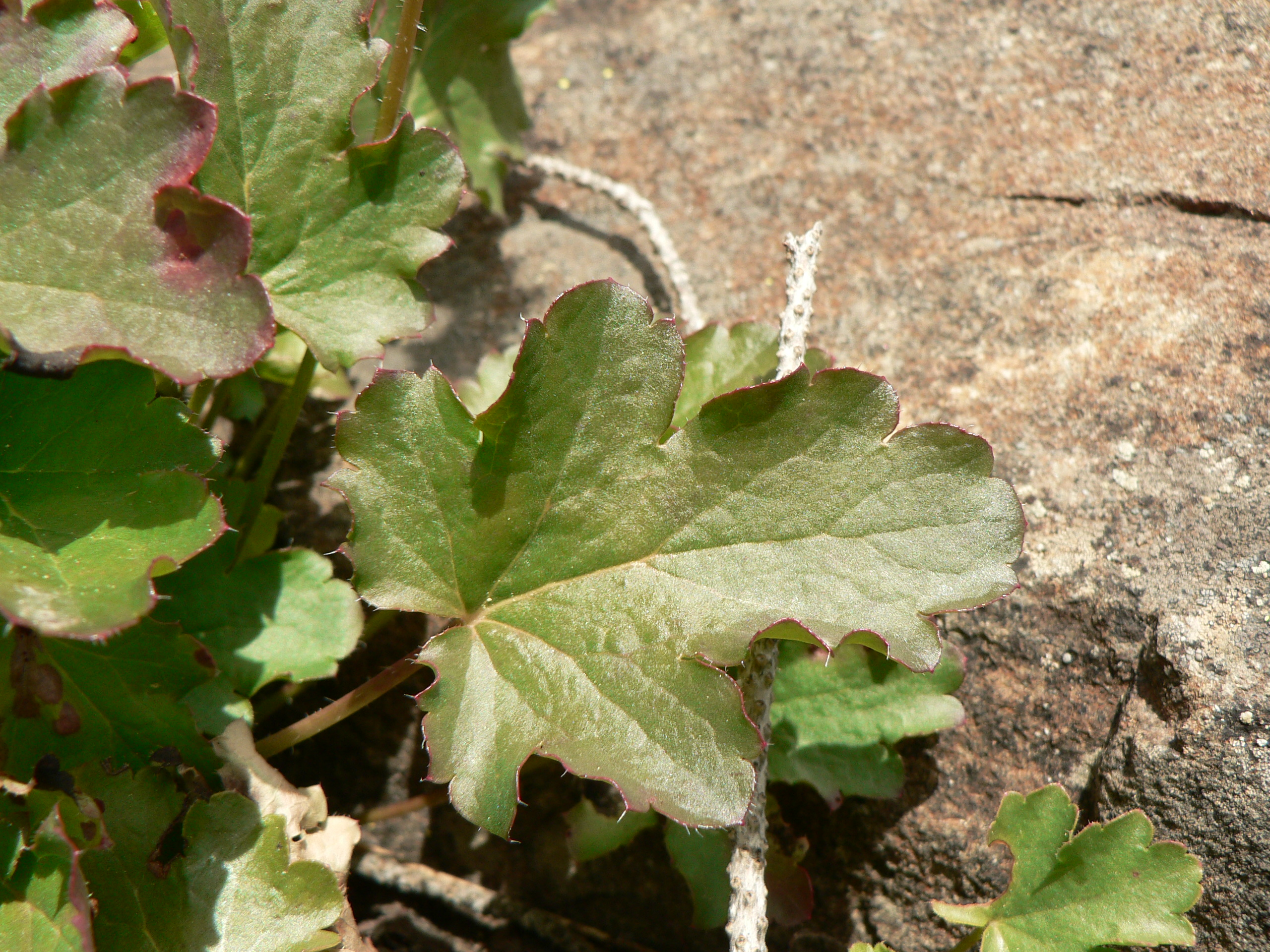
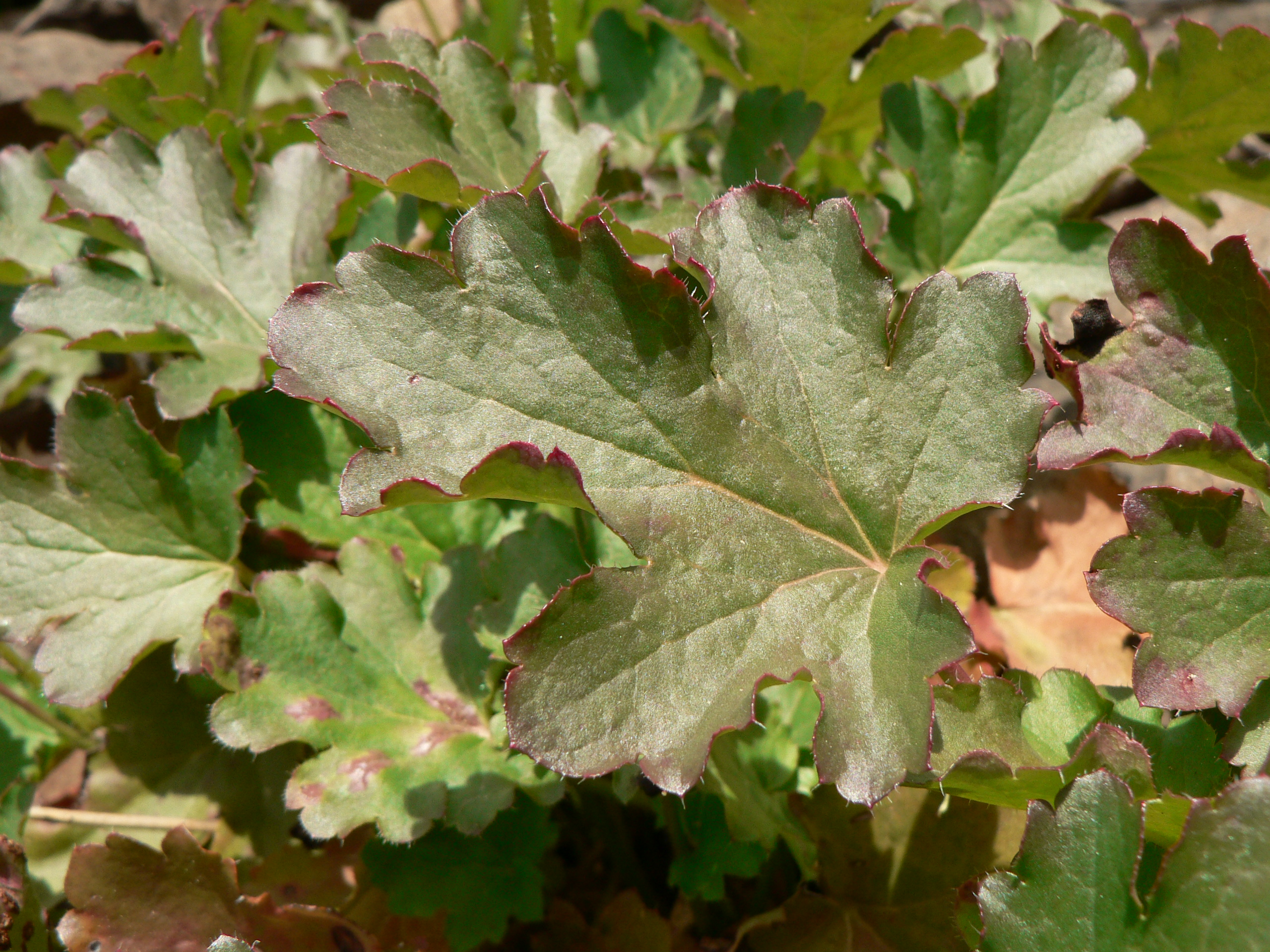